# Фредерик Лоу
Фредерик Фердинанд Лоу (енгл. Frederick Ferdinand Low; Франкфорт, 30. јун 1828 — Сан Франциско, Калифорнија, 21. јул 1894) је био амерички политичар, конгресмен и девети гувернер Калифорније.

## Биографија
Лоу је рођен у Франкфорту (данас Винтерпорт), Мејн, 1828. године. 1828. је уписао Академију Хампден у Хампдену, Мејн. Преселио се у Калифорнију и почео да се бави шпедитерством у Сан Франциску 1849. Од 1854. до 1861, је радио као банкар у Мерисвилу, Калифорнија.
Служио је у Представничком дому од 3. јуна 1862. до 3. марта 1863. На дужности гувернера Калифорније је био од 10. децембра 1863. до 5. децембра 1867. Био је други гувернер калифорније који је живео у Станфордовој кући као службеној резиденцији и канцеларији, до отварања зграде капитола Калифорније 1869. Лоу је био последњи гувернер Калифорније за време Грађанског рата. Његова администрација је остала упамћена по успостављању Националног парка Јосемити и Универзитета Калифорније. Лоу је сматран „оцем“ Универзитета у Калифорнији иако је његов наследник, Хенри Х. Хејт, потписао повељу Универзитета 23. марта 1868.
Од 1869. до 1874, Лоу је служио као амерички амбасадор у Кини. Умро је у Сан Франциску 21. јула 1894. године.